# Joan Botella Asensi
Joan Botella Asensi (Alcoi (Alcoià), 1884 - Mèxic, 1942) va ser un polític valencià, ministre de Justícia de la II República en 1933.

## Estudis i començament de vida professional
Va cursar estudis primaris en la seva ciutat natal. En 1903 col·laborava a Humanidad Nueva i en 1905 dirigiria El Avance, ambdós a Alcoi, on en 1906 va ser un dels fundadors del Cercle de Fraternitat Republicana, associat al partit Unió Republicana. Des de 1909 fins a la seva marxa a Madrid va dirigir el setmanari radical alcoià Fraternidad. En 1907 va ser processat per un article contra Maura i en 1909, amb motiu de la protesta contra la guerra del Marroc, va ser un dels empresonats pels desordres ocorreguts a Alcoi: condemnat a mort i indultat, va ser posat en llibertat al novembre d'aquest any. Quan ja tenia 30 anys va fer el batxillerat a Alacant i, posteriorment, la Llicenciatura en Dret a Madrid, en només tres anys, finalitzant la carrera en 1918. Fundant un bufet amb Álvaro de Albornoz.

## Vida política
Fou elegit diputat a Corts Constituents a les eleccions generals espanyoles de 1931 per Alacant per una coalició formada per socialistes, radical socialistes i republicans independents i membre de la comissió encarregada de redactar la constitució. En 1932 funda el partit Esquerra Radical Socialista. Ministre de Justícia en 1933 amb Alejandro Lerroux Diego Martínez Barrio, des del 12 de setembre fins al 15 de desembre de 1933. A les eleccions de 1933 perd el seu escó de diputat. En 1935, el seu partit queda exclòs del Front Popular. En 1936 publica el seu llibre Una línea política. En 1939 s'exilia des de Barcelona, primer a França i a continuació a Mèxic, on va morir en 1942, deixant inacabada la seva obra El caso de España.

## Curiositats
El seu net Juan Botella Medina va ser medallista olímpic per Mèxic en salt de trampolí als Jocs Olímpics d'Estiu de 1960 celebrats a Roma.

## Maçoneria
Va pertànyer a la Lògia Constante Alona d'Alacant 